# فيل دود
فيل دود (بالإنجليزية: Phil Dowd)‏ هو حكم كرة قدم بريطاني، ولد في 26 يناير 1963 في ستافوردشاير في المملكة المتحدة.